# Culicoides puncticeps
Culicoides puncticeps är en tvåvingeart som beskrevs av Maurice Emile Marie Goetghebuer 1934. Culicoides puncticeps ingår i släktet Culicoides och familjen svidknott.
Artens utbredningsområde är Österrike. Inga underarter finns listade i Catalogue of Life.